# 모부투 세세 세코
모부투 세세 세코(프랑스어: Mobutu Sese Seko, 1930년 10월 14일 ~ 1997년 9월 7일)는 콩고 민주 공화국의 군인 겸 정치인이자 자이르의 독재자로 1965년 군사 쿠데타를 일으켜 권좌에 올라 1997년까지 집권했다.
모부투의 초기 군경력으로는 1950년에서부터 1956년까지 벨기에령 콩고의 식민당국 헌병대에서 복무했다고 알져져 있다.
1960년 6월 콩고가 벨기에로부터 독립되자마자 연립 정부에서 국방장관과 참모총장을 지냈으며, 카탕가 주를 둘러싼 국내의 상황 악화에 따라 1960년 9월 조제프 카사부부 대통령의 지지 아래 파트리스 루뭄바 총리를 내쫓고 쿠데타로 실권을 장악하였다. 1961년 정권을 카사부부에게 이양하고 군의 최고사령관이 되었으나 1965년 다시 쿠데타를 일으켜 정권을 장악해 대통령에 올랐다.
대통령에 오른 뒤에는 국명을 콩고에서 자이르로, 수도명을 프랑스어식인 레오폴드빌에서 킨샤사로 개칭하는 등 아프리카화 정책을 추진하였으며, 1972년 자신의 이름 역시 응그반디어식인 모부투 세세 세코 은쿠쿠 응그벤두 와 자 방가로 개명하였다. 모부투는 집권 기간 내내 강경한 반공주의 정책을 시행하여, 미국, 이스라엘, 아파르트헤이트 치하의 남아공, 벨기에, 포르투갈을 비롯한 반공주의 국가의 지원을 받았으나, 결국 자이르는 모든 행정이 마비되어 파산상태에 이르게 되었다.

## 어린 시절
응그반디족의 일원으로 태어날 당시 조제프데지레 모부투(프랑스어: Joseph-Désiré Mobutu)의 본명으로 벨기에령 콩고 몽갈라주 리살라에서 태어났다. 요리사이자 가정의 종이던 부친이 1938년 사망하였고, 그의 모친은 자신의 가족을 우방기주의 부계 씨족의 보호 아래 놓았다. 1972년 체택된 모부투의 칭호 세세 세코 (Sese Seko)는 그바돌리테 마을에서 온 잘 알려진 전사 점쟁이 친삼촌의 주어진 이름들이었다. 모부투가 자신의 조상적 마을로 숙고한 곳은 리살라보다 그바돌리테이며, 그는 가끔 시골 별장으로 쓰인 잘 임명된 대통령 관저와 함께 그 마을을 모델 공동체로 변형시켰다.
그의 이후의 일생에 모부투는 요리사의 아들이며, 어려운 어린 시절의 피해자로서 자신의 비천한 배경으로 자주 언급하였다. 그는 부친이 사망할 때 상속 대상자 가운데 제4위를 차지하였고, 모친이 가족을 다른 마을들로 데려가면서 학교의 내외에서 10년을 보냈다. 그바돌리테에서 모부투의 모친 마마 예모에게 의무적 결혼을 기대한 이들 중의 하나로 그의 친삼촌들과 충돌이 일어났다. 1948년 모부투는 음반다카에 있는 중학교로 진출할 수 있었다. 그는 카푸친 작은형제회, 성모성심회와 라살회를 포함하여 자신이 수학한 가톨릭 선교의 다양한 학교들에서 빈번한 징계 문제들로 주제였다.
1950년 모부투는 순전히 불완전하게도 학적에서 불명예 퇴학 처분을 받으면서 벨기에령 콩고 육군으로 7년 징계가 주어졌다. 그의 프랑스어의 가장 좋은 사령이 거기서 그에게 책상 직업이 주어졌고, 그는 곧 부사관 간부들이 훈련을 받은 카낭가 사관 학교로 보내졌다. 카낭가 사관 학교에서 그는 벨기에군 장교들이 콩고를 달아날 때 1960년 국가를 통제할 군사 세대를 만났다. 1953년 그는 킨샤사에 있는 육군 본부로 옮겼다. 결국, 그의 군 제대 당시 그는 콩고인들에게 열린 최고 계급으로 회계 계층에서 특무 상사로 올라갔고 군대 복무 징형이 1년 감형됨과 아울러 그와 함께 전역 또한 1년 앞당기어지면서 1956년, 드디어 벨기에령 콩고 킨샤사 육군본부 군사경찰행정국 헌병 특무 상사 계급으로 전역하였다.

## 신문 기자와 브뤼셀 유학 시절
1956년 모부투는 "de Banzy"의 필명 아래 신문 기사들을 쓰기 시작하였다. 자신의 군사와 저널리즘 경력들을 통하여 그는 자유주의적 벨기에의 편집자와 상급 벨기에인 사관 마르리에르 대령 같은 권력적인 유럽의 후원자들을 찾았다. 그는 또한 킨샤사에서 새로운 아프리카의 엘리트들 중에 전망을 얻기도 하였다. 그의 단 하나의 문제는 자신을 이성적이나 적합한 도덕성 특성들을 결핍한 타락한 젊은 남자로 숙고한 가톨릭 교회와였다. 모부투는 자신의 인생을 통하여 교회에 적대를 남겼다. 그는 자신의 부인과 가톨릭 전례의 결혼식을 올리는 것을 거부하였고, 그는 대통령으로서 전형적으로 반 임파 진영과 함께 결합하였다.
1958년 모부투는 벨기에의 식민지 업적의 예들로서 브뤼셀 세계 박람회에서 전시된 콩고인들의 큰 대표단과 함께 브뤼셀로 갔다. 1959년 그는 브뤼셀을 재방문하여 식민지 선전국 "인포르콩고" (Inforcongo)에서 도제 살이를 지켰다. 이 게시는 그에게 브뤼셀 유학을 위한 기회들을 주었다. 1959년부터 1960년까지 정치적으로 야망의 콩고인들은 정치적 연락망들을 건설하는 데 바빴다.
모부투는 브뤼셀에서 지속적으로 살며 갑자기 크게 나타난 초기 독립을 위한 번영으로서 벨기에에서 콩고인 국민주의자들과 연락을 만들고 있던 정보, 외교적과 재정적 이익들에 의하여 찾아졌다. 모부투는 이 시기 동안 재정가, CIA, 콩고인 학생들과 벨기에 안전군들 중에 연락들을 만들었다. 모부투는 다가오는 콩고를 위한 독립을 숙고한 브뤼셀에서 원탁 회의에 참석하였다. 그는 1957년에 시작된 파트리스 루뭄바와 우정을 개발하였고, 브뤼셀에서 MNC/L 사무소의 우두머리로 임명되었다. 그는 독립하기 3주 전에 콩고로 귀국하였다.

## 콩고의 독립

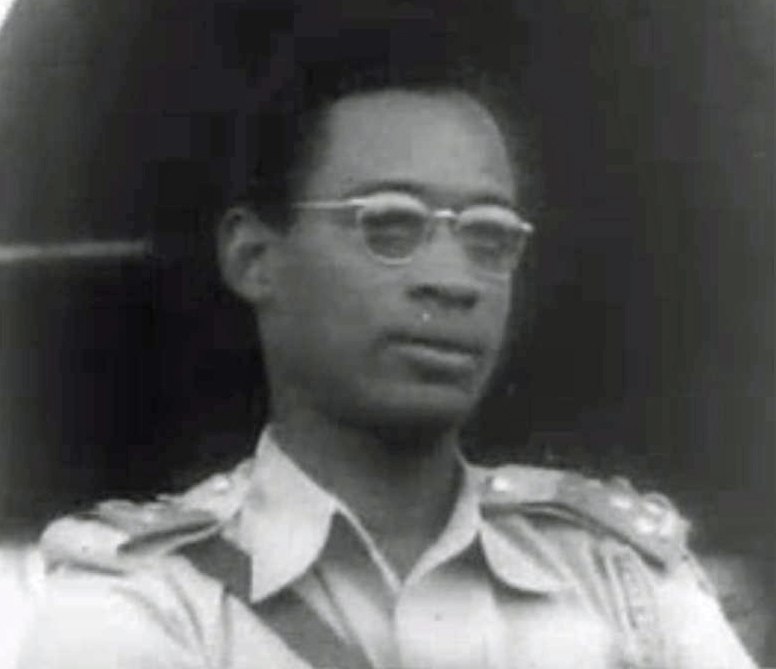
모부투 대령 (1960년)

1960년 6월 30일 콩고의 독립이 정식으로 선언될 때 초대 대통령에 조제프 카사부부, 초대 총리에 루뭄바가 되었다. 카사부부의 바콩고 동맹당이 콩고의 지방들의 연방에 호의를 가지고, 루뭄바의 콩고국민운동이 단일 국가를 후원하면서 이 둘은 반대하는 정치적 당파들을 대표하였다. 2명의 지도자들 사이에 긴장들이 전혀 해결되지 않았다. 15개의 정당들이 일어나 종족의 다른 점들을 둘러싸고 주로 중심을 잡았다.
며칠 안에 콩고는 군대가 폭동을 일으키면서 위기에 빠졌다. 루뭄바는 새로운 참모 총장 모부투 대령을 임명하면서 군대의 요구들을 만족시켰고, 몇몇의 부사관들이 중위에서부터 대령까지 사관 계급들로 임명되었다. 모부투는 폭동이 일어나는 동안 군대에 영향력을 증명하였고, 몇몇의 경우들에 폭동인들을 만나 그들을 진정시켰다. 폭동의 뒤이어 세월 동안 군대에 통치를 위한 모부투의 최고 경쟁자는 군 최고통수권자 빅토르 룬둘라였다. 8월까지 모부투와 루뭄바 사이에 불화가 있을 때 모부투는 중앙적으로 위치한 육군 주둔지들에 사실상 통치를 가졌다.

## 오르는 긴장들
그 동안 콩고에서 유럽인들이 당황을 하고, 벨기에의 문관들은 국가를 달아났다. 벨기에군들은 자신들의 동포들을 보호하는 데 중재하였다. 카탕가 주 (후에 샤바 주)는 모이즈 촘베의 지도 아래 분리 독립을 하기로 결정하였고, 카사이 주 남부가 따라갔다. 루뭄바는 유엔으로부터 원조를 요청하였고, 또한 소련으로부터 도움과 조언을 획득하기도 하였다. 그는 또한 모부투를 국방 장관으로 임명하기도 하였다.
1960년 8월까지 모부투와 루뭄바 사이에 극적으로 긴장들이 올랐다. 카사부부 대통령과 루뭄바 총리 사이에 정치적 위기가 터질 때 카사부부는 루뭄바를 총리직으로부터 물러나게 하는 데 자신의 헌법적 권력들을 이용하였다. 자신의 해임을 받아들이는 것을 거부한 루뭄바는 그러고나서 카사부부를 대통령직으로부터 물러나게 하는 데 국회에 의문하였다. 이 정치적 정돈은 9월 14일 자신의 첫 쿠데타를 꾀한 모부투 대령 아래 군사의 신속한 중재에 의하여 해결되었다. 모부투는 12월 31일까지 정치적 제도들을 전부 일시 중지하는 데 즉시 자신의 목적을 공고하였다. 인계 할 때 그는 루뭄바에 의하여 콩고로 초청을 받아 온 소련과 공산국가들의 외교관들과 기술자들을 전부 쫓아냈다. 그는 카사부부와 루뭄바가 둘다 중립이 지켜졌다고 선언하였고, 자신 소유의 권위에 임시 정권을 설립하였다.
쿠데타에 이어 루뭄바는 유엔의 보호 아래 살고 있었다. 불의의를 보유한 그는 결국적으로 자신의 성원자들에게 가입하러 키상가니로 탈출하려고 했으나 사로 잡혀 카탕가 주에 그의 적들에게 보내졌다. 거기서 자신의 첫날에 루뭄바는 살해되었다. 루뭄바의 암살에 아무도 유죄 판결을 받지 않은 동안, 모부투가 루뭄바를 체포하고 그의 적들에게 보낸 군인들의 책임에 있던 이래 가능한 연루와 모부투의 공범을 여기는 진술들이 만들어져 왔다.
이 삽화적인 일에 모부투는 이렇게 말하였다. - "카사부부는 루뭄바의 체포와 그가 사망한 당시 카탕가 주에서 루붐바시로 그의 다음의 이전을 명령내렸다. 루뭄바가 암살되었을 때 난 킨샤사에 있었으며 육군의 참모총장으로서 나의 임무들을 계속하였다. 그의 사망 소식이 보고되었을 때 난 아무나처럼 놀랐다." 제2공화국의 대통령으로서 모부투는 후에 루뭄바를 국민적 영웅으로 선언하였다.

## 첫 권력과 민간 정부에 이양
모부투는 위원들의 지원이 주로 젊은 대학 졸업생들이었던 위원 칼리지로 결성하면서 제1공화국 동안 잠시 다스렸다. 군인이자 정치적 인물 둘다인 모부투는 군사 독재자가 되는 데 관심이 없었다. 육군은 그의 주요 근거였으나 그는 자신의 복잡한 정치적 망상 조직을 지속하였고 정책을 만드는 정부에서 주요 참가자였다. 그는 1961년 8월 새로운 의회가 소집될 때까지 다스렸으며, 시릴 아둘라가 총리로서와 함께 새로운 정부가 형성되었다. 카사부부는 대통령으로서 남아있었다.
이 시기 동안 권력을 위하여 4개의 단체들 - 카사부부 아래 민간 정부, 앙투안 기젱가 아래 북부 지방들, 카탕가에서 촘베와 알베르 칼론지에 의하여 지도된 카사이 주에서 분리 단체가 우열을 다투고 있었다. 촘베를 제외한 전부는 소란스러운 2년 동안 다스린 아둘라 아래 새로운 정부를 형성하는 데 가입하였다. 1964년 7월 촘베는 총리직을 취하고, "국가 일치의 정부"로 알려진 새로운 국민 정부를 형성하는 데 촘베를 초청하였다. 8월 1일의 새 헌법은 연방주의의 조직을 합병한 대통령 제도를 설립하였다.

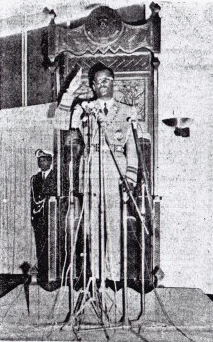
1970년 11월 재선 후 취임식에서

## 쿠데타를 이끌며
제1공화국이었던 5년 완패 후, 모부투는 권력을 취하여 "정치적 지도자들은 이 국가의 시민들의 평안을 위하여 아무 여김없이 투쟁하는 무효의 권력을 위하여 정착하였다."고 선언하였다. 1965년 쿠데타에 이어 모부투는 정부 그대로 제도적인 체제를 간직하였고, 새로운 공무원들과 함께 직위들을 채웠다. 그는 국가 원수가 되었고, 그의 부하 대령 (후에 장군) 레오나르 물람바는 총리로 임명되었다. 헌법적 정면의 뒤로 군인 직원은 유일한 효과적인 권한이 되었다.
모부투의 대통령직의 첫 5년은 그의 지배들과 직무로 들어가는 권력의 합동을 보았다. 가상 무정부 상태의 6년 후, 모부투는 자이르에 어떤 법률과 질서를 가져오는 데 성공하였다. 그가 드디어 국가 원수가 되었을 때 그는 "5년 동안 국가에서 아무 정당 정치들도 실현되려고 하지 않았다"고 선언하였다. 그는 1966년 4월 혁명대중운동의 창립 총재가 되었다. 혁명대중운동은 국가의 유일한 법률 정당이었고, 법률에 의하여 차라리 모든 시민이 당원이었다. 1970년 콩고는 1965년 이래 처음으로 정규적인 정치적 제도를 가졌다.
당시 모부투는 그의 계획들을 묘사하였다. "독립 이후, 나는 국민 주권과 중대한 위험에 있던 국가 통일을 복구시키는 데 출발하였습니다. 추가로 난 경제 발전을 흥행하고, 국내적 정치 운동을 안출하는 데 추구하였습니다." 그의 관념 형태의 목표는 "확실성"으로 알려지게 되었다. 50개의 가까운 정당들을 산란시킨 자이르의 다당 제도를 끝내며 모부투는 국가를 통일하고, 장기적 정치 안정을 마련하는 희망을 두었다.

## 이행된 모부투주의

자이르 공화국의 국기

권력을 취한 후, 모부투는 "확실성"의 정치적 현실을 만드는 데 추구하였다. 관념은 아프리카의 경험으로부터 그 영감을 끌어냈다. 그리고 모부투는 이념이 생존과 국가의 진보에서 역할을 하고, 국가의 진보 없이 사회는 방향 감각을 잃는다고 느꼈다. 확실성의 독트린과 함께 한 경향에서 콩고민주공화국은 1971년 10월 27일 자이르 공화국이 되었다. 자이르는 키콩고어로 강을 뜻하는 "nzadi"의 단어의 근접 렌더링으로부터 콩고강에 주어진 포르투갈어 이름을 위한 프랑스어이다. 식민지의 장소 이름들이 아프리카화되었고, 새로운 국기와 국가가 체택되었다. 개인들은 자신들의 세례명 혹은 다른 외국인 이름들의 장소에서 아프리카식 이름들을 체택하는 데 요구되었다. 모부투는 "초인적 인내와 불굴의 의지로, 지나가는 발자취마다 불을 남기며, 정복에 정복을 거듭하여 전진하는 전능한 전사"로 번역되는 자신의 조상적 이름 모부투 세세 세코 은쿠쿠 응구벤두 와 자 방가 (Mobutu Sese Seko Nkuku Ngubendu wa za Banga)를 체택하였다. 크리스마스의 의식과 나비 넥타이의 착용 같은 다른 유럽식 영향들도 또한 금지되었다.

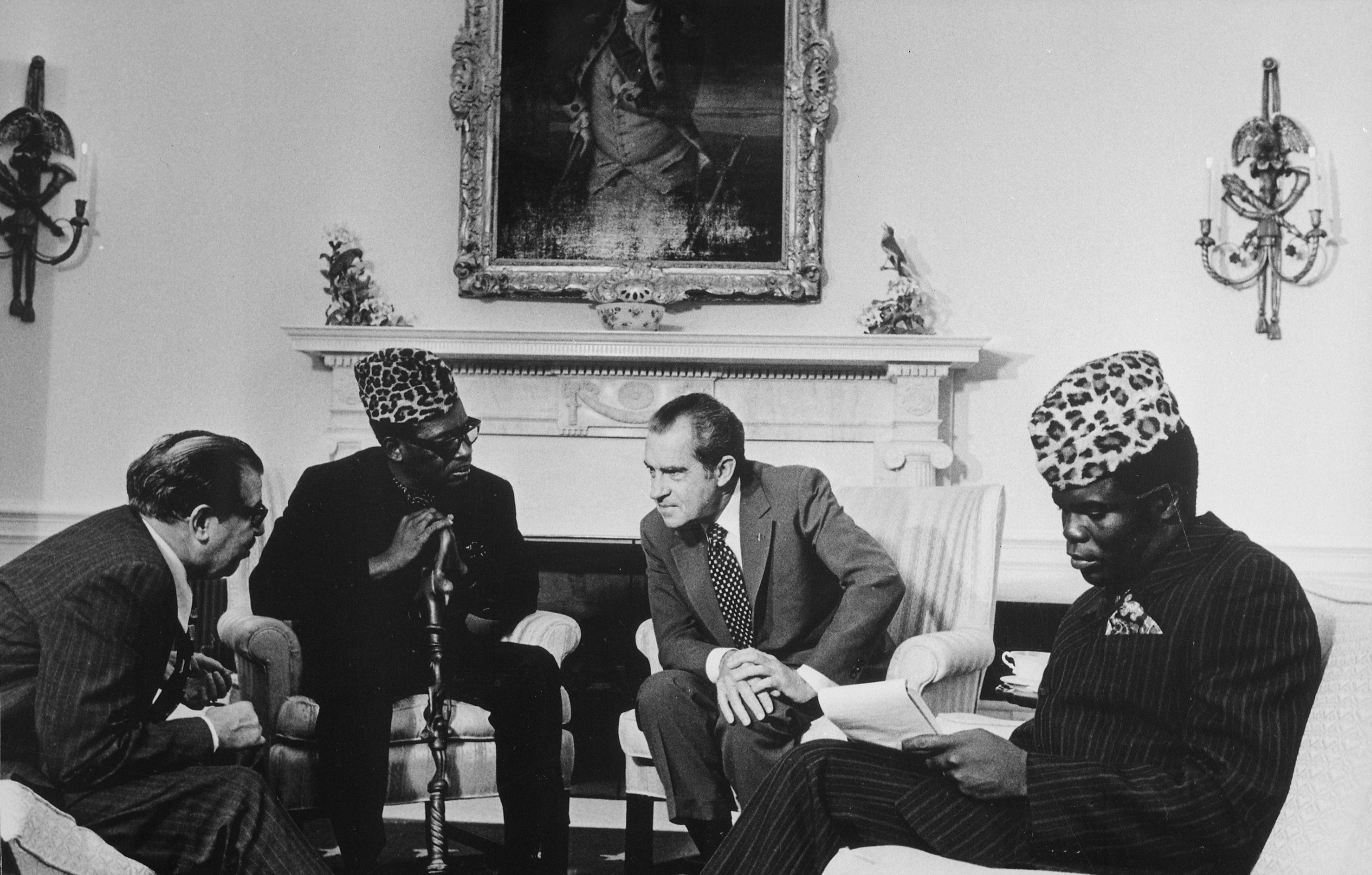
워싱턴 D. C.에서 리처드 닉슨과 회담을 가지는 모부투

공식 이념은 "모부투주의"로 알려지게 되었고, 1974년까지 그것은 종교적 지시의 장소에 있는 학교들에서 가르쳐졌다. 모부투의 더욱 현신적인 추종자들은 그를 "메시아"로서 언급하였고, 혁명대중운동은 교회와 함께 평균화되었다. 확실한 마오쩌둥주의의 경향들에 이어 모부투의 칭송은 "자이르 혁명의 안내자", "국가의 아버지"와 "창립 대통령" 같은 타이틀과 함께 공식 대중매체에서 여러번 되풀이되었다. 모부투는 또한 "심사 숙고의 장소들"로서 자신의 경력과 함께 협력된 촌과 마을들을 지명하기도 하였다. 1971년 모부투의 모친이 사망하였다. 어떤 시사 해설자들은 그녀가 자신의 아들에 억제 효과를 연습하였다고 믿는다. 그 일은 모부투의 개인적 숭배가 그 절정에 도달한 그녀의 사망에 이어 즉시의 세월에 있었다. 모부투는 그녀의 이름을 따 킨샤사에서 새로운 의료 시설을 가졌다.
모부투의 개인적 숭배가 1974년 ~ 75년에 그 절정에 있을 때 출판물들은 거의 매일 그의 첫 페이지 사진을 날랐고, 다른 공무원들은 이름에 의해서가 아닌 타이틀 만에 의하여 언급되었다. 1969년부터 1975년까지 모부트는 자이르의 국민들과 함께 직접 친교를 즐겼다. 그의 개인주의 브랜드는 대중이 추상 용어에서 권력을 이해하지 못하던 근거들에 정당화되었다. 완전한 합법성을 성취하는 데 국가는 그 마을의 주민들을 구현한 마을 최고와 다르지 않게 개인화 되어야 했다.

## 부패로 표시된 정부
모부투의 지배들에서 권력의 확인되지 않은 집중이 부패와 반대의 편협으로 이끌었다. 그는 자신의 대통령직의 초기 세월에서 정치인, 학생, 노동과 가톨릭 교회로부터 반대와 함께 효과적으로 다루었다. 모부투는 자이르에서 대중매체와 흐르는 정보를 통제하는 데 인정하였다. 그는 대중매체를 이렇게 숙고하였다. "대중을 교육시키기 위한 가장 좋은 수단이나 이 정보는 진정한 관심사와 국민의 주요 열망들을 반영해야 한다.... 국민들은 그들의 상식이 투쟁과 의견 충돌의 씨앗을 뿌리는 것 없이 대중매체의 자비를 버리지 말아야 한다."
포브스의 1985년 기사는 모부투의 개인 재산이 자이르의 국가 빚의 동등한 5억 달러인 것으로 견적되었다. 자이르의 국가 예산의 17 ~ 20 퍼센트가 "대통령직의 서비스"로 바쳐지면서 모부투는 자신 소유의 신중에 법적 지출을 만들 수 있었다. 그는 킨샤사 은행에서 가장 큰 주주였으며, 외국 소유의 회사들의 몇몇의 자이르 시행들에 간접적 이자를 가졌고 국가에서 가장 큰 고용주들의 하나였던 농업 복합 기업 (CELZA)를 부분적으로 소유하였다.
모부투의 25년 정권 이후, 동유럽을 휩쓴 민주적 개혁들이 많은 아프리카의 국가들에서 효력을 나타내면서 1990년 자이르에서 긴장들이 쌓였다. 2월 불법적인 야당 (UDPS)이 루뭄바의 사망을 기념하는 데 데모를 공개하였다. 4월 킨샤사에서 학생들이 항의들을 공개하면서 더욱 나가서의 불안이 일어났다. 그해 후순에 모부투는 다당제가 한해의 전환 기간 후에 소개될 3개의 정당을 허용할 것이라고 공고하였다.

## 쇠퇴한 권력과 인기
당시 그는 또한 "제3공화국"의 취임을 공고하였으며, 혁명대중운동의 의장과 국방을 위한 국장으로서 사임하였다. 그는 대통령직을 유지하였고, 새로운 헌법을 초안 작성하는 데 특별 위원회를 세웠다. 대통령 선거는 1992년에 이어지는 데 입법 선거와 함께 1991년 12월 이전에 열리는 데 예정이 잡혀 있었다. 선거들은 새로운 의회와 총리를 임명하였으나 1990년대 초반 모부투의 성원자들과 야당들에 의하여 저질러진 폭력이 정부의 유효성을 방해하였고, 1994년까지 1,000명 이상의 사상자를 남겼다. 모부투는 이 대혼란의 시기 동안 콩고에서 매우 지도자로 남았다. 그러나 1994년 자신들이 르완다에서 투치족들의 대량 학살을 지속한 것으로부터 르완다의 후투족들이 자이르 안에서 난민 수용소들을 세운 것으로 자신의 맹인 눈을 돌릴 때 모부투는 자신의 이웃 국가들을 화나게 하였다. 르완다와 우간다는 모부투의 반대와 함께 병력에 가입하였다.
이 군인들은 1997년 5월 17일 자이르로부터 모부투를 물러나게 한 반란 운동 중에 있었다. 그날 반란군들은 모부투의 막대한 군사력으부터 약간의 저항과 함께 로랑데지레 카빌라를 권력으로 휩쓸었다. 타임은 쿠데타를 모부투의 "심한 파멸 통치"를 끝내는 것으로서 보고하였다. 한번 자신이 대통령의 칭호를 전혀 버리지 않겠다고 선언한 모부투는 그해 9월 7일 모로코에서 자신의 망명 동안 쿠데타가 일어난 지 단 한달 후에 온 전립선암과 이미 앓고 있던 갑상샘암으로 인하여 모로코 라바트에서 자신이 사망할 때까지 이 방향에서 지속적으로 자신을 언급하였다. 모부투는 결국, 다다름을 모를 정도로 상당히 무서운 유산을 남겼다. 뉴욕 타임스의 사망자 명부에서 쓰여진 대로 "그는 3개의 기둥들에 자신의 정치적 장수를 지었으며 폭력, 교활과 적들을 사는 데 국가 기금들의 이용이었다. 그의 국고와 주요 산업들의 체계적인 약탈은 소문으로는 그를 세계의 가장 부유한 국가 원수들 중의 하나로 만든 공식적 부패의 통치로 묘사하는 데 "도둑정치"(도적정치)에 탄생을 주었다."고 한다. 그의 사망 후, 모부투가 많은 세월 동안 국민들로부터 자신의 주머니로 우회한 재산은 거의 8억 달러 가까이 견적되었다.

## 에피소드
- 모부투의 재임기간 중에 열린 1974년 FIFA 월드컵에서 자이르 축구 국가대표팀은 본선에 진출해서 브라질, 유고슬라비아, 스코틀랜드와 한 조에서 맞붙게 되었다. 조별 예선 1차전인 스코틀랜드전에서 0 대 2로 패한 자이르는 2차전인 유고슬라비아전을 준비하고 있었을때, 모부투는 현지로 파견 가 있던 장관을 통해 선수단에게 FIFA에서 받은 지원금이 전부 국가로 돌아갈 예정이라고 통보했다. 결국 사기가 급락한 자이르는 유고슬라비아전에서 0 대 9로 참패했다.

- 모부투의 국가 권력을 이용한 국민침탈 행위를 지칭해 도둑정치(kleptocracy, 도적정치)라는 말이 만들어지기도 하였다.

- 모부투의 부정 축재는 대략 50억 달러로 파악되며, 서아프리카, 브라질, 모로코 등 각지에 호화 별장이나 대저택을 보유하고, 검은 돈을 은폐하기 위한 은행 계좌를 마련하는 등의 행위를 저질렀다.

## 참조 문헌
- 《처음 읽는 아프리카의 역사》

## 역대 선거 결과
| 선거명      | 직책명                    | 대수 | 정당         | 득표율  | 득표수       | 결과 | 당락 |
| ----------- | ------------------------- | ---- | ------------ | ------- | ------------ | ---- | ---- |
| 1970년 선거 | 콩고 민주 공화국의 대통령 | 2대  | 혁명대중운동 | 100.00% | 10,131,669표 | 1위  |      |
| 1977년 선거 | 콩고 민주 공화국의 대통령 | 2대  | 혁명대중운동 | 98.12%  | 10,492,247표 | 1위  |      |
| 1984년 선거 | 콩고 민주 공화국의 대통령 | 2대  | 혁명대중운동 | 99.16%  | 14,885,997표 | 1위  |      |